# اون، فرانسه
اون، فرانسه (به فرانسوی: Oingt) یک کمون در فرانسه با جمعیت ۵۶۹ نفر است که در Canton of Le Bois-d'Oingt واقع شده‌است.